# Mango Kiss
Pour plus de détails, voir Fiche technique et Distribution.
Mango Kiss est un film américain réalisé par Sascha Rice et sorti en 2004.

## Synopsis
Lou et Sassafras sont amies et aménagent ensemble à San Francisco. Lou éprouve un profond désir pour Sassafras mais ne s'attend pas à ce que ce soit réciproque...

## Fiche technique
- Réalisation : Sascha Rice
- Scénario : Sascha Rice et Sarah Brown, d'après la pièce de théâtre de Sarah Brown Bermuda Triangles: the Non-Monogamy Experiment
- Musique : Matthew Ferraro
- Pays d'origine :  États-Unis
- Langue originale : anglais
- Durée : 84 minutes

## Distribution
- Danièle Ferraro : Sassafras
- Michelle Wolff : Lou / narratrice
- Sally Kirkland : Emilia
- Dru Mouser : Leslie
- Tina Marie Murray : Chelsea Chuwawa
- Shannon Rossiter : Micky
- Joe Mellis : Kaz
- Malia Spanyol : Bridget
- Windy Morgan Bunts : Ginny
- Dominique Zeltzman : Sonya
- Lena Zee : Karla
- Alicia D. Simmons : Boss Daddy
- Laura Baca : Allison
- Max Miller : Val
- Walter Barry : Mr. Fuchsia

## Récompenses
- 2004 :
  - Park City Film Music Festival (Feature Film: Director's Choice)
    - Gold Medal for Excellence

  - Sydney Mardi Gras Film Festival
    - Best Lesbian Film

  - Park City Film Music Festival
    - Director’s Choice Award: Gold Medal for Excellence

  - North Carolina Gay and Lesbian Film Festival
    - Emerging Filmmaker Award: Best Women’s Feature